# 赤い死線
『赤い死線』（あかいしせん）は、1980年11月7日、11月14日に放送された、TBS・大映テレビ共同制作のテレビドラマ。『赤いシリーズ』の最終作である。最高視聴率は23.3％。主演は山口百恵。「山口百恵引退記念スペシャル」と銘打たれていた。後の1983年11月19日に、『ザ・サスペンス』枠で2時間ドラマとして再放送された。
原作は、ウィリアム・アイリッシュの小説『暁の死線』。

## ストーリー
北海道襟裳から、バレリーナになる夢を持って上京してバレエ団に所属した川波良子は、母に仕送りをするためバレエ団に隠れて高級ディスコ「ミルキーウエイ」でダンサーとして副業を行ったが、それがバレエ団の名誉を傷つけたとして退団通知を受けていた。
ある日、「ミルキーウエイ」が入っているビルのオーナーであり、同じビルにオフィスがある江藤商事の社長である江藤が良子に言い寄っていると、預けた1000万円を返してくれと懇願する青年が現れる。江藤は計画倒産を企んでおり青年からの出資金を着服しようとしていたのだった。話はこじれて、江藤を殴り倒した青年は鈴木刑事らに連行されていった。
深夜。アパートに帰宅した良子は襟裳の母に「まだバレエ団にいる」と嘘の手紙を書いていた。遠くで鳴るパトカーのサイレンが耳に入り、良子が窓を開けて外を眺めてみると、近くに先ほどの青年がいた。青年は何も言わずに良子の部屋に侵入してきた。青年は良子が書いてた手紙を見て、同郷であることを打ち明ける。青年は偶然にも良子の故郷・襟裳で隣に住んでいた北村明夫だった。心の内を正直に打ち明けた良子は明夫が真剣に自分のことを考え、心配してくれたことに心を動かされ、朝一番、午前8時30分発の札幌行きの飛行機で一緒に襟裳に帰ってくれないかと頼み込む。しかし、明夫は鞄の中から江藤の事務所から勝手に持ってきた1000万円の札束を取り出した。
良子は1000万円を返すよう明夫を説得し、2人で江藤商事の事務所と「ミルキーウエイ」の入っているビルに向かう。良子は守衛の堀田に忘れ物をしたと「ミルキーウエイ」の鍵を開けさせ、隙を見て江藤商事の事務所の鍵を盗って明夫に渡した。しばらくして良子は用を済ませたふりをして「ミルキーウエイ」を出るが明夫はまだ事務所の中から出てきていなかった。堀田も事務所の鍵が無くなったことに気付き、事務所に入ると、そこでは江藤が殺されていた。江藤は灰皿で後頭部を殴られた上で、背中をハサミで刺されて死んでいた。死体はまだ温かく、死んでから時間はあまり経っていないようだった。通報しようとした堀田を縛り上げ、2人は真犯人を捜し始める。江藤の遺体やいくつかの遺留品から2人は犯人の特徴と茶色の洋服を着ていた可能性が高いことを推測した。
良子を堀田の見張りに残し、明夫はビルの前にいたタクシーの運転手たちに茶色の洋服を着た客を乗せなかったか聞いて回ると、村田が30分くらい前に乗せたと答えた。明夫は村田のタクシーで、その客を乗せて行った団地まで行った。その客が帰っていった部屋にいた野中令子に明夫は、江藤殺害を問い詰める。令子はマイホームのためお金が欲しかったが、売春を勧められたことを告白した。明夫は良子に連絡を取るべく、事務所に電話を掛ける。その電話に出ようとした良子に堀田が体当たりをして、堀田は110番を回し、江藤が殺されたことを通報した。良子は通報されたことを明夫に知らせるべく、事務所から逃げ出すとビルの外の物陰に潜んだ。これと同時に令子が明夫を背後から襲い、取っ組み合いになる。そこへ令子の亭主・健二が夜勤明けで帰ってくる。令子の浮気と思い込んだ健二は明夫に殴りかるが、令子の説得でどうにか納まった。
堀田の通報を受けて事務所にやってきた鈴木刑事は、堀田から明夫が犯人だと聞かされ、警察が来ていることを知らない明夫が事務所に戻ってくるはずと、警察官を撤収させビルの外で見張ることにした。
明夫は令子と一緒にビルの近くまでやってきたが、令子はビルの手前のホテルに入ってしまった。ホテルの客室に入ると、マスターが倒れていた。令子のいざこざの相手は勤務先のマスターであり、江藤殺しの犯人ではなかった。がっかりした明夫がホテルを出ると良子が待っていた。良子は警察が来ていることを告げ、2人はその場を離れようと車道に飛び出したところ、中年紳士の運転する車に轢かれそうになる。明夫は中年紳士の車を乗っ取り、良子と一緒に逃げ、パトカーもまいた。
この後、江藤に借金をしており恨みを持っている鈴木一郎、同じく借金をしていて恨みもあるトオルとケイらと対峙するが、いずれも犯人ではなかった。鈴木一郎は借金の件で話を付けに行ったが、相手にされずに追い出され、トオルとケイも江藤に話しを付けに行ったが相手にされず、カッとなったトオルが灰皿で江藤を殴ったことは認めたが、ハサミで刺してはいなかった。
明夫はふと車の鍵を見て、鍵が最後の手がかりになると気付いた。明夫は良子に午前7時30分までに犯人を捕まえて警察に連れて行くからと言い残し、殺害現場のビルに戻っていった。良子は鈴木刑事に捕まり、警察署へ連行されてしまう。
犯人は鍵を掛けて殺人現場から立ち去っているのだから、犯人は鍵を持っているのだ。鍵の1つは江藤が持ったままだった。もう1つの鍵は守衛である堀田が持っている。明夫は堀田に鍵を落としたりしなかったかと尋ねるが、堀田は否定する。「犯人が鍵を持っていたことを知っているのは俺一人か……」と窓の外を見ながらつぶやく明夫の背後から、堀田が襲いかかり、ビルの外へ突き落とそうとした。明夫はうまくかわし、堀田に誰が鍵を持っていたのか問い詰めた。
警察署で待つ鈴木刑事と良子の元に、明夫が堀田を伴ってやってくる。堀田は自供を始めた。堀田はこのビルの前の持ち主であり、江藤にビルを騙し取られていたのだった。その後も恥を忍んでビルの守衛をしていたが、今夜は、江藤の人を人と思わない態度に積年の恨みが募り、ついに爆発してしまった……と。
警察署を出た明夫と良子の前に車が止まった。その車は明夫たちが奪った中年紳士の車だった。平謝りする2人はこれから羽田空港に向かうことを中年紳士に告げると、中年紳士は空港まで送ってやると2人を車に乗せた。ゆっくり走る車に、明夫と良子は午前8時30分発札幌行きの飛行機に間に合うのか心配になるが、中年紳士は自信たっぷりに大丈夫、保証すると答える。
午前8時30分発の札幌行きの飛行機に間に合い、乗り込もうとする明夫と良子に声をかける男性がいた。それは機長の制服に着替えた中年紳士だった。明夫と良子の乗った飛行機は、札幌に向かって飛び立っていった。

## キャスト
- 川波良子：山口百恵
- 北村明夫：三浦友和
- 「ミルキーウエイ」支配人：石立鉄男
- ケイ：アン・ルイス
- トオル：ジョニー大倉
- 野中令子：松原智恵子
- 堀田（守衛さん）：松村達雄
- 村田（タクシー運転手）：坂上二郎
- タクシー運転手：辻シゲル、浅見小四郎
- マスター：小鹿番
- 鈴木一之助刑事：三國連太郎
- 鈴木の妻：春川ますみ
- 江藤：高橋昌也
- 野中健二（令子の夫）：前田吟
- 鈴木一郎：山本學
- 刑事：小林稔侍
- 中年紳士：宇津井健

## スタッフ
- プロデューサー：山本典助（TBS）、野添和子、中間正成
- 製作：川勝昭信
- 監督：増村保造、国原俊明、合月勇
- 脚本：安本莞二
- 撮影：中川芳久
- 音楽：宇崎竜童
- 振付：西条満
- 協力：日本航空、ホリプロダクション
- ナレーション：城達也
- 製作：大映テレビ、TBS

## DVD
- 赤い死線 ASIN B000657QQA